# Gemza Péter
Gemza Péter (Budapest, 1970 –) magyar táncos, koreográfus, rendező, színigazgató, egyetemi tanár,  kulturális és fenntarthatósági menedzser.

## Életpályája
1990-ben Várszegi Tiborral Jászberényben megalapították a Pont Színházat. 1993-tól kortárs táncosként dolgozott Franciaországban Josef Nadj vajdasági születésű koreográfus társulatában. 2001 óta rendszeresen tanít, az előadásokhoz kapcsolódó workshopokat- műhelymunkát vezet, hivatásos- és amatőr táncosoknak világszerte. 
2008-tól a debreceni Csokonai Színház tagja, 2013-tól művészeti vezetője, majd 2018-2023 között az intézmény igazgatója. Tanított a Kaposvári Egyetemen (2011-2015) valamint a Károli Gáspár Református Egyetemen . Jelenleg a kolozsvári  Babeş–Bolyai Tudományegyetem tanára. 2023-ban megalapította a társadalmi innovációval és fenntarthatósággal foglalkozó tanácsadó cégét a Sixagont.

## Főbb színházi munkái Magyarországon
- Szirmai Albert: Mágnás Miska (rendező, 2022)
- Verdi: Trubadúr (rendező, 2022)
- Szokolay Sándor: Margit, a hazának szentelt áldozat (rendező, 2021)
- Xavier Daugreilh:Őszintén szólva (rendező, 2020)
- Kálmán Imre:Csárdáskirálynő (rendező, 2019)
- W.A. Mozart: Varázsfuvola (rendező, 2018)
- Szüts Apor: A hallei kirurgus (rendező, 2017)
- G. F. Händel: Acis és Galatea (rendező, 2017)
- Ittzés Tamás-Lanczkor Gábor: A Lutherek (rendező, 2017)
- Erkel Ferenc: Bánk bán (rendező, 2017)
- Tasnádi-Vészits-Gimesi: Időfutár (rendező, 2016)
- Hubay Miklós:Tüzet viszek (rendező, 2016)
- Virginia Woolf: Orlando (koreográfus, 2016)
- Donizetti: Szerelmi bájital (rendező, 2015)
- Bulgakov: A Mester és Margarita (koreográfus, 2015)
- Mozart: Don Giovanni, (rendező, 2015)
- Nancy Huston: Iokaszté királyné (rendező, 2014)
- Samuel Beckett: Első szerelem (rendező, díszlet- és jelmeztervező, 2014)
- Stanisław Wyspiański: Novemberi éj (koreográfus, 2013)
- Weöres Sándor: Holdbeli csónakos (rendező, 2012)
- Madách Imre: Az ember tragédiája (koreográfus, 2012)
- Antoine de Saint-Exupéry – Mispál Attila – Zalán Tibor: Kóbor csillag (koreográfus, 2012)
- Szőcs Géza: Ludas Matyi (koreográfus, 2011)
- Kodály Zoltán: Háry János (koreográfus, 2011)
- Szarka Tamás: Mária (koreográfus, 2011)
- J.W. Goethe A Zöld Kigyó és a Szép Liliom (rendező, 2010)
- Valère Novarina: Képzeletbeli operett (koreográfus, 2010)
- Tamási Áron: Énekes madár (koreográfus, 2009)
- Verdi: Aida (koreográfus, 2009)

## Kortárs táncművész Josef Nadj Társulatában
- Cherry Brandy (2010)
- Entracte (2008)
- Etc. Etc. (2009)
- Asobu (2006)
- Poussiere de soleils (2004)
- Les philosophes (2001)
- Les veilleurs (1999)
- Le vent dans le sac (1997)
- Les commentaires d'Habacuc (1996)
- L'Anatomie du fauve (1995)
- Woyzeck, ou l'ébauche du vertige (1994)
- Comedia Tempio (1990)
- Canard Pekinois (1987)